# Conhello
Conhello o Conhelo es una localidad del departamento Conhelo, en la provincia de La Pampa, Argentina.
Fundada el 12 de octubre de 1908, se encuentra 32 km al oeste de la ciudad de Eduardo Castex.

## Población
Contó con 464 habitantes (Indec, 2010), lo que representó un incremento del 16% frente a los 398 habitantes (Indec, 2001) del censo anterior.
El censo nacional 2022 arrojó 649 habitantes y 328 viviendas.
| Gráfica de evolución demográfica de Conhelo entre 1991 y 2022 |
|                                                               |
| Fuente: Censos nacionales del INDEC                           |